# Lugnacco
Lugnacco (piemontesisch Lugné)  ist eine Fraktion der italienischen Gemeinde (comune) Val di Chy der Metropolitanstadt Turin in der Region Piemont.

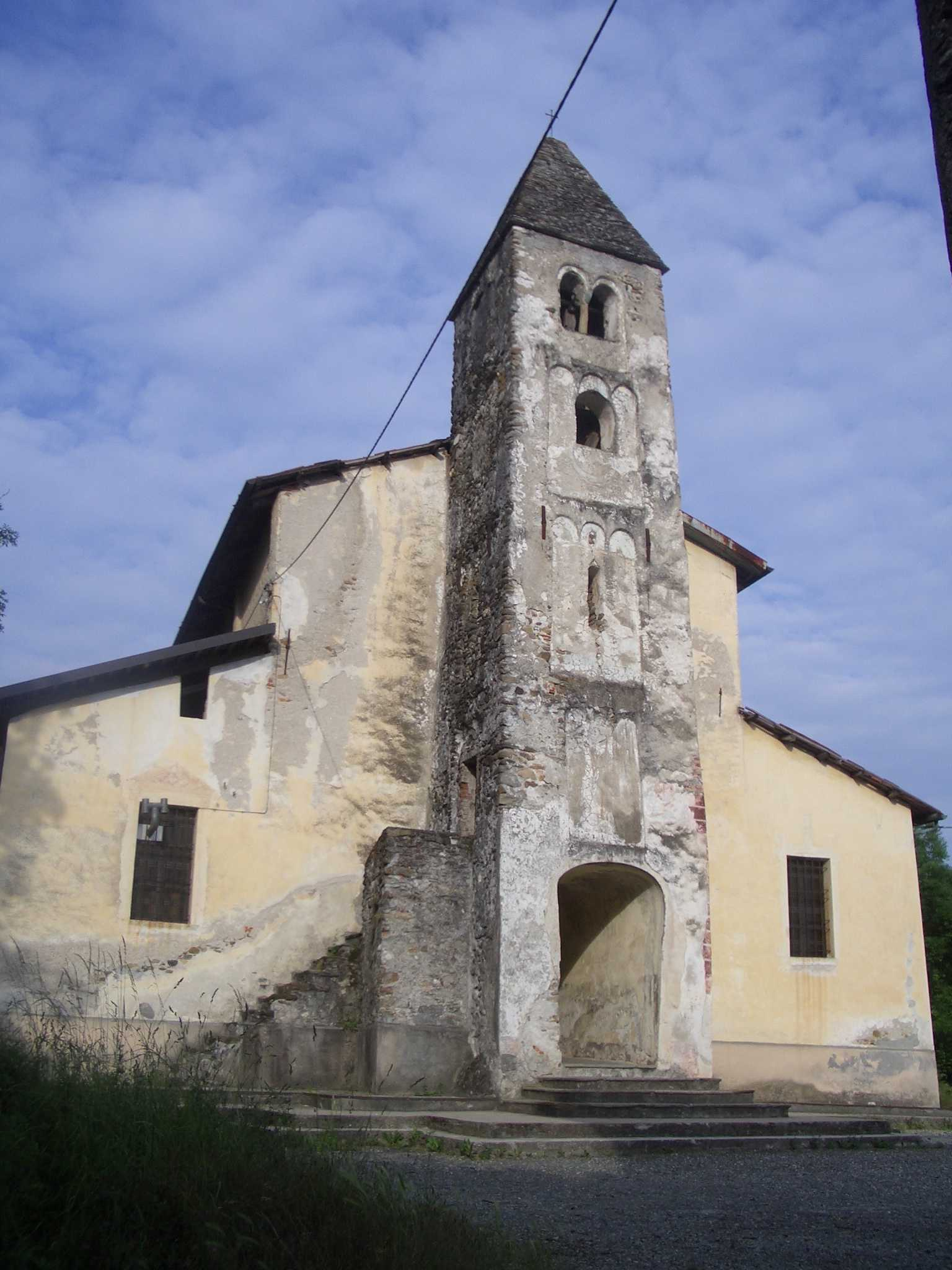
Die Pfarrkirche Purificazione di Maria Vergine

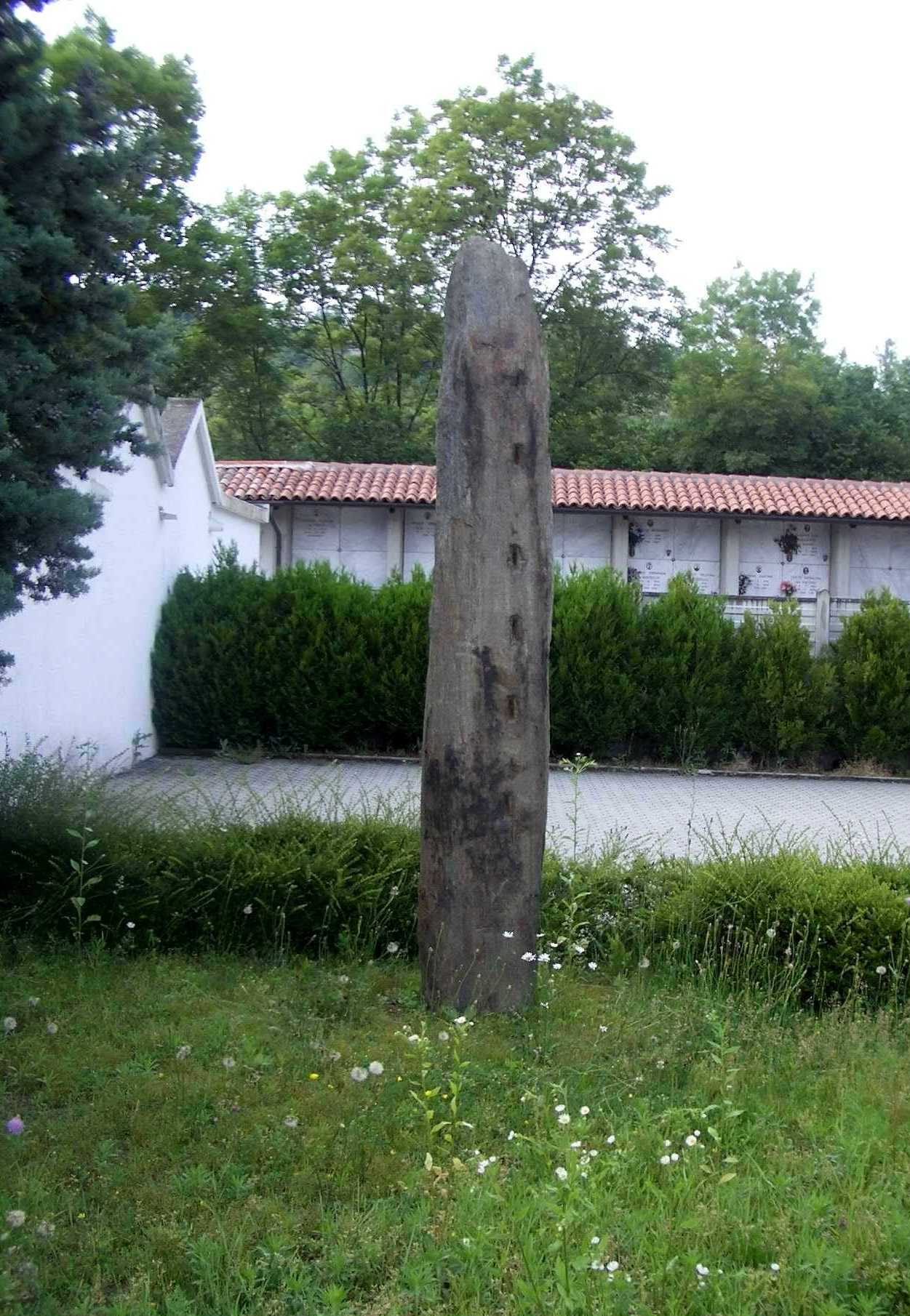
Der Menhir von Lugnacco

## Geographie
Der Ort liegt 46 km nordöstlich von Turin entfernt auf einer Höhe von 540 m über dem Meeresspiegel. 

## Geschichte
Lugnacco war bis 31. Dezember 2018 eine eigenständige Gemeinde und schloss sich am 1. Januar 2019 mit Alice Superiore und Pecco zur neuen Gemeinde Val di Chy zusammen. Das ehemalige Gemeindegebiet umfasste eine Fläche von 4,88 km² mit den Fraktionen Verna, Raghetto, Chiartano, Buracco und Lugnacco. Die Nachbargemeinden waren Meugliano, Castellamonte, Alice Superiore, Fiorano Canavese, Pecco, Castelnuovo Nigra, Loranzè, Vistrorio, Parella und Quagliuzzo. Lugnacco war Mitglied der Berggemeinschaft Val Chiusella.

## Sehenswürdigkeiten
- Die Pfarrkirche Purificazione di Maria Vergine aus dem 11. Jahrhundert
- Der Menhir von Lugnacco aus der Bronzezeit